# KDEディスプレイマネージャ
KDE ディスプレイマネージャ（ケーディーイーディスプレイマネージャ、KDM、ケーディーエム）は Unix系ペレーティングシステム (OS) を使っているコンピュータのグラフィカルログインタフェースである。

## 機能
KDMは、X Window Systemに標準装備のXディスプレイマネージャXDMをKDE Software Compilation (KDE SC) において置き換えるものである。KDMによりユーザはログイン毎にセッションの種類を選べる。KDE SCと同じく、Qtツールキットが利用されており、K Desktop Environment 3 (KDE 3) の KDE コントロールセンターまたはKDE Software Compilation 4 (KDE SC 4) の KDE システム設定から設定できる。テーマやユーザの写真を設定することも可能。
シンプルなKDEログインダイアログボックスには左側にユーザのリストが表示され、そこにはユーザ名、オプションで「実名」やユーザか管理者が選んだ小さな写真も含まれる。リストの右側はあいさつの言葉と写真である。これらの項目は KDEコントロールセンター を使ってカスタマイズできる。ユーザはこの写真をアナログ時計に置き換えることもできる。写真/時計の下はユーザ名とパスワードのテキストボックスである。一部のシステムでは、パスワード入力領域の下でセッション選択箇所があり、そこではKDE、GNOMEあるいはシンプルな端末などユーザの使いたいセッションの種類を選択できる。一番下には、コンピュータのシャットダウンや再起動、Xサーバの再起動あるいはユーザを管理するツールの起動を行う命令を提供するボタンが並んでいる。
KDM にはオプションの自動ログイン機能がある。これは本質的に危険なものだが、一部のユーザが求めるため実装された。